# 泉州华侨历史博物馆
泉州华侨历史博物馆简称华博，是位于福建省泉州市清源山南麓、丰泽区东湖街732号的一座华侨史专题博物馆。博物馆为泉州市归国华侨联合会下属的事业单位，亦是中国侨联系统第一家华侨博物馆。
目前，有关方面确定博物馆为“国家三级博物馆”、“全国侨联系统先进基层组织”、首批“中国侨联爱国主义教育基地”、“中国华侨国际文化交流基地”、“泉州市爱国主义教育基地”、“福建省爱国主义教育基地”、“福建省第四届社会科学普及基地”、“福建省首批省级公共文化设施学雷锋志愿服务示范单位”、“泉州市机关党组织主题党日教育基地”等，亦与华侨大学、泉州师范学院等多所高校签约共建大学生实践教育基地。

## 历史
1982年，泉州市归国华侨联合会开始酝酿筹建泉州华侨历史博物馆。1987年4月，成立筹委会，推举王今生担任主任委员，由王今生、吕敦村筹划建馆事宜。海外乡亲共捐款一千多万元人民。中共泉州市委、泉州市政府批给东湖街北侧的12亩土地和三百多元土地征用款，用以建馆、布馆。
1993年12月25日，动工兴建。1995年12月25日，完成一期工程——主楼及馆前区配套设施。1996年元宵节（3月4日），第一馆——《泉州华侨出国史馆》开馆。“泉州华侨历史博物馆”的馆名由新加坡诗人、书法家潘受题写。
1997年，泉州市编委批准为全额拨款全民所有制事业单位。同年，建立华侨史图书资料中心。或称“李成智华侨华人图书资料中心”，专门收集侨史资料和部分泉州地方史料。
2016年11月，第三个陈列馆（展）——“故土情深——泉籍华侨华人奉献史”开幕。

## 建筑
博物馆建筑由1座主楼、2座馆前区附属楼组成。
主楼建筑面积6523平方米，高24米，为拱门形五层大楼。共有10个展厅，12个库房，1个图书资料室，以及一个108座席的学术报告厅和一个45座席的贵宾厅。
馆前区为二层楼房，分别位于主楼西侧，建筑面积1006平方米。

## 常设展览
建馆之初，博物馆即规划有三个基本陈列馆，即目前常设的三个展览——“出国史馆”、“泉州人在南洋”、“故土情深——泉籍华侨华人奉献史”。
“出国史馆”是第一个开幕的陈列馆（展），展陈面积200多平方米，展现自唐代以来，不同历史时期泉州籍民众移民海外的原因、类型、方式、过程及其影响。
“泉州人在南洋”馆展陈面积约700平方米，展现海外泉州人生存、发展的历史及海外泉州人社会变迁和现状。
2015年时，博物馆第三个，即最后一个基本陈列馆——“奉献史”馆进行建设。2016年11月24日，“故土情深——泉籍华侨华人奉献史”开幕，是为二十周年馆庆献礼。展陈面积约700平方米。展览分成四个部分：革命志士 抗战英豪；侨界翘楚 群星璀璨；投资家乡 发展经济；情系桑梓 热心公益。